# Агрегат «ковш-печь»
Агрегат "ковш-печь" или установка "ковш-печь", также агрегат комплексной обработки стали (АКОС) — звено в единой технологической схеме с дуговыми печами, конвертерами и мартеновскими печами для доведения металла в ковше, после его выпуска из плавильного агрегата, до заданной температуры и химического состава.

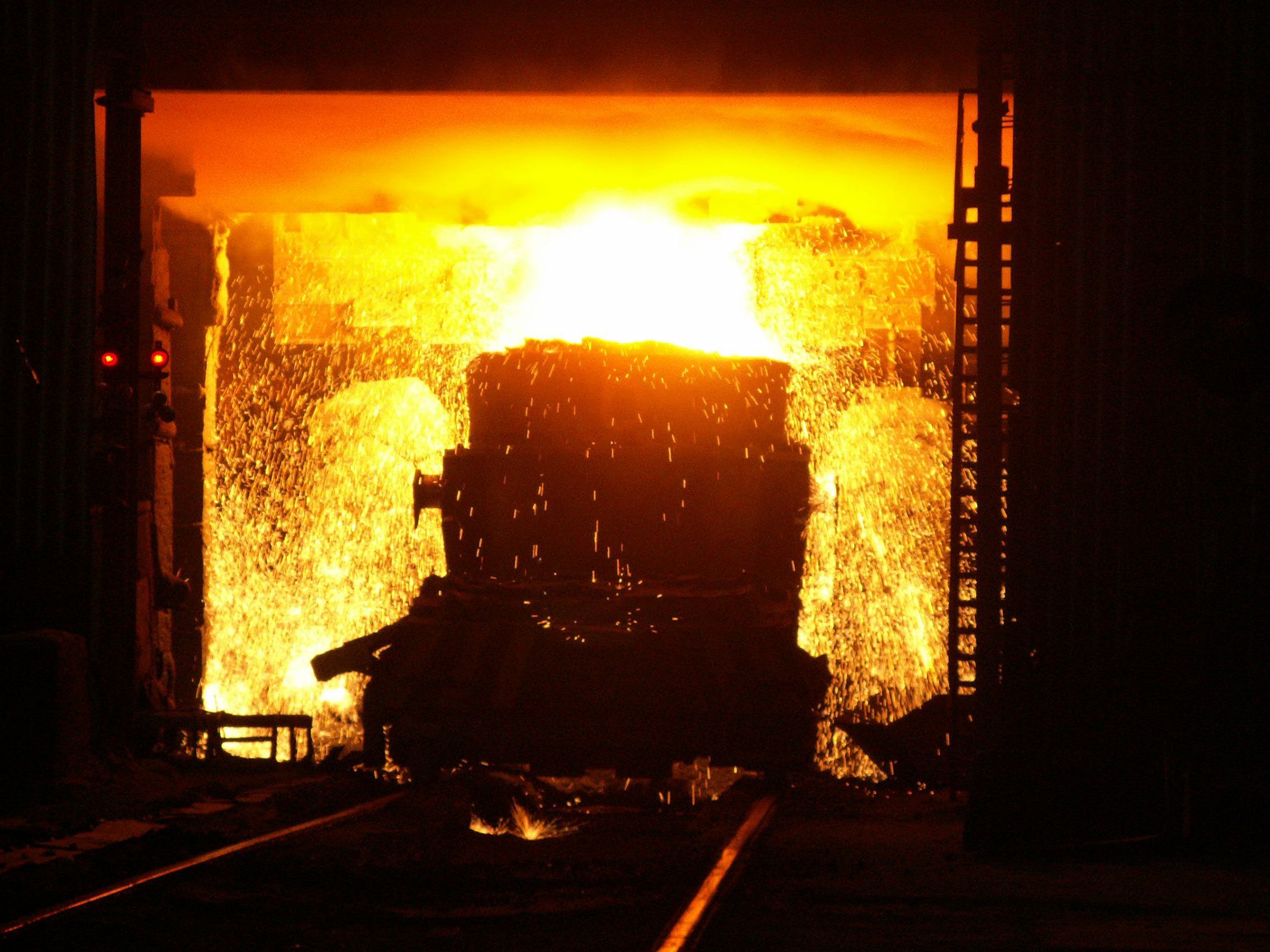
Слив металла из ДСП в ковш

## Обработка в ковш-печи
Широкое распространение при внепечной обработке стали получил разработанный в 1971 году фирмой Daido Steel (Япония) процесс рафинирования в сталеразливочном ковше с использованием подогрева металла электрической дугой (процесс LF — Ladle Furnace). Установка, на которой реализуется этот процесс, получила название «Агрегат ковш-печь» (АКП).
Агрегат ковш-печь используется в комплексе с плавильными агрегатами, в которых выплавляется полупродукт. В качестве таких агрегатов используются кислородные конвертеры, дуговые и мартеновские печи, в которых проводятся расплавление металлолома и ферросплавов с малым угаром и проводится окислительный период. Затем металл сливают в стальковш, по возможности исключая попадание в него печного шлака. До и во время выпуска металла в ковш отдаются раскислители, шлакообразующие и легирующие материалы.
В случае попадания в ковш большого количества окисленного шлака, его удаляют.
После выпуска металла ковш поступает на агрегат ковш-печи, где проводятся операции окончательного раскисления, десульфурации, легирования и модифицирования. Ковш накрывается водоохлаждаемым или футерованным сводом с отверстиями для введения графитированных электродов, подачи присадок и контроля процесса, наводят свежий высокоосновный шлак, обладающий высокой десульфурирующей способностью и защищающий металл от вторичного окисления окружающей атмосферой.
Основные требования к АКП: контроль атмосферы над ванной, регулируемый нагрев металла, интенсивное перемешивание ванны без загрязнения металла атмосферой (вторичного окисления, азотирования), наведение высокоосновного восстановительного шлака.
Агрегат ковш-печь снабжён устройствами для введения сыпучих материалов (бункерная эстакада с весодозирующими устройствами) и трайб-аппаратами для введения материалов в виде проволоки.
Нагрев металла на АКП осуществляется так же, как и в дуговых печах (ДСП), но мощность трансформаторов установок ковш-печь значительно меньше, чем используется на дуговых печах и составляет 100—160 кВА/т. Это объясняется отсутствием такой энергозатратной стадии, как расплавление лома, тепло затрачивается только на расплавление вводимых материалов и поддержание температуры металла. Кроме этого, мощность подвода тепла ограничивается повышенным износом кладки ковша выше уровня металла ввиду малого (по сравнению с дуговой печью) диаметра ковша. Удельный расход электроэнергии на АКП составляет примерно 10 % от суммы всех энергозатрат на выплавку стали.
Во время обработки через днище ковша осуществляется продувка металла инертным газом (аргон или азот) для перемешивания металла с целью усреднения его по химическому составу и температуре, кроме этого продувка металла способствует выведению неметаллических включений из металла. Вдувание газа осуществляется через пористые пробки, от одной до трёх штук на крупнотоннажном ковше. Также возможно электромагнитное перемешивание металла.
После достижения заданных значений по химическому составу и температуре, ковш с металлом передают на обработку или разливку на другие агрегаты, например МНЛЗ.
В России агрегаты «ковш-печь» начали использоваться с конца 20 века. В частности, в ЭСПЦ-2 КМК.
Агрегат ковш-печь может использоваться в сочетании с обработкой металла на других агрегатах внепечной обработки.
Использование агрегатов ковш-печь позволило вынести из плавильных агрегатов восстановительный период и доводку металла, что резко повысило производительность сталеплавильного производства. В электросталеплавильном производстве за счёт исключения резкого перепада окисленности ванны удалось значительно сократить расход огнеупоров, использовать одношлаковую технологию и технологию работы с «болотом» (оставленным в дуговой печи шлаком предыдущей плавки), что привело к значительному снижению расхода электроэнергии.
Возможность подогрева металла вне плавильного агрегата значительно повысила гибкость всего производственного цикла выплавки стали: использование агрегатов ковш-печь сделало участок внепечной обработки металла «временны́м буфером», позволяющим демпфировать рассогласование стадий выплавки и разливки.
Также агрегаты ковш-печь используются в цветной металлургии.